# Álvaro Montoro
Álvaro Montoro, né le 17 avril 2007 à Concepción en Argentine, est un footballeur argentin qui évolue au poste de milieu offensif au Botafogo.

## Biographie

### En club
Né à Concepción dans la province de Tucumán en Argentine, Álvaro Montoro est formé au Vélez Sarsfield, où il est très vite vu comme l'un des joueurs les plus prometteurs du club.
Il joue son premier match de première division d'Argentine face à l'Atlético Tucumán le 2 juin 2024. Il entre en jeu et les deux équipes se neutralisent (1-1 score final).
Il joue son premier match officiel en professionnel le 22 février 2024, lors d'une rencontre de coupe d'Argentine face au Sportivo Las Parejas. Il entre en jeu et son équipe s'impose par deux buts à un.
Il est sacré champion d'Argentine pour sa participation à la saison 2024.

### En sélection
Álvaro Montoro représente l'équipe d'Argentine des moins de 20 ans, jouant son premier match en 2024 face aux États-Unis.

## Palmarès
Vélez Sarsfield
- Championnat d'Argentine (1) :
  - Champion : 2024.